# Alfonsina (película de 1957)
Alfonsina es una película argentina del género de drama filmada en blanco y negro dirigida por Kurt Land sobre un guion de José María Fernández Unsáin y Alfredo Ruanova que se estrenó el 15 de agosto de 1957 y que tuvo como protagonistas a Amelia Bence, Guillermo Murray, Dorita Ferreyro, y Alberto Berco.

## Sinopsis
La película se refiere a algunos aspectos de la vida de la escritora y poeta Alfonsina Storni, a quien Amelia Bence conociera personalmente cuando estudiaba en el Teatro infantil Lavardén. Fue la primera película argentina rodada en el sistema anamórfico CinemaScope.

## Reparto
Participaron del filme los siguientes intérpretes:
- Amelia Bence como Alfonsina Storni
- Guillermo Murray
- Dorita Ferreiro
- José de Ángelis
- Alberto Berco
- Marcela Sola
- Alejandro Rey
- Enrique Kossi
- Domingo Mania

## Comentarios
Para el crítico Roland es un filme "Sin perspectiva y sin sensibilidad ((...) no alcanza la debida trascendencia poética".

Alfonsina Storni fue una poetisa y periodista argentina que hizo una exitosa carrera en el áspero mundo de la información, y en una sociedad extremadamente machista.

Kurt Land hace un trabajo bastante bueno al llevar esta historia a la pantalla. Land era de Viena, por lo que su película tiene una atmósfera romántica algo similar a Ernst Lubitsch. Ya en 1957 este estilo de hacer películas era anticuado, pero Alfonsina tiene algunos bellos toques estilísticos, como utilizar una voz en off que recita poesías de Alfonsina Storni para acompañar algunas de las elegíacas escenas (Calculo que este recurso resultó una gran influencia en Yo, la peor de todas, otra gran película argentina).

Es bien sabido que Alfonsina acabó con su vida arrojándose de un muelle en Mar del Plata después de descubrir que tenía cáncer. Félix Luna y Ariel Ramírez escribieron una famosa canción sobre ello (Alfonsina y el mar) que probablemente se inspiró en esta película, y Mercedes Sosa realizó la primera más bella versión de esa canción.

La película comienza con una gran toma de las olas rompiendo ominosamente contra la orilla del mar, acompañada por la poesía de Alfonsina Storni. Esta escena se aprecia mejor si el espectador conoce la historia y el final de Alfonsina. Otra escena impresionante es cuando Alfonsina mira una pecera y dice: «Me pregunto cómo será vivir en el fondo del mar».

También hay una escena sorprendente, cuando Alfonsina le anuncia a una amiga la noticia de su cáncer; basta con decir que se maneja de una manera muy diferente a la de Hollywood.

La película es un poco lenta como para ser considerada una obra maestra, pero tiene un gran valor. La recomiendo para aquellos que deseen explorar una época y una cultura diferente, o para conocer un poco acerca de una de las figuras más interesantes del siglo XX.
Prof. Lostiswitz